# Congrés Internacional de Gestió del Pluralisme Religiós
El Congrés Internacional de Gestió del Pluralisme Religiós és un congrés organitzat per l'Observatorio del Pluralismo Religioso en España amb l'objectiu de contribuir a la millora de la gestió pública de la diversitat religiosa a través del coneixement d'experiències que s'han dut a terme a escala internacional. La primera edició del congrés, celebrat a Madrid els dies 30 i 31 de gener de 2014, va incloure taules rodones relatives a experiències de gestió de la diversitat religiosa en l'àmbit municipal, a polítiques establertes a escala estatal per garantir la llibertat religiosa, a investigacions i recerques dutes a terme dins l'àmbit universitari sobre aquestes qüestions, i sobre el paper de les confessions religioses dins la societat. Durant el congrés, van destacar les presentacions d'experiències i models de gestió de la diversitat religiosa al Canadà, començant per la conferència inaugural a càrrec del professor Gérard Bouchard (Universitat de Quebec a Chicoutimi), que va presentar les conclusions d'un informe orientatiu sobre la gestió de la diversitat religiosa en aquest país. La subdirectora general d'Afers Religiosos, Carme Bañeres, va assistir a aquest congrés, amb l'objectiu de conèixer de prop algunes experiències models de gestió de la diversitat religiosa, que s'han dut a terme tant en l'àmbit internacional com en l'estatal i català. La participació en iniciatives com aquesta permeten posar en comú, repensar i millorar les línies d'actuació d'aquesta Direcció General i de la resta d'institucions que treballen per garantir la llibertat religiosa i gestionar el fet religiós.